# Saint-Jorioz
Saint-Jorioz ist eine französische Gemeinde im Département Haute-Savoie in der Region Auvergne-Rhône-Alpes.

## Geographie
Saint-Jorioz liegt auf 465 m, etwa acht Kilometer südsüdöstlich der Stadt Annecy (Luftlinie). Das Dorf erstreckt sich westlich des Lac d’Annecy auf einer Schwemmebene am Bach Laudon, am Ostfuß des zum Massiv der Bauges gehörenden Semnoz. Die Gemeinde liegt innerhalb des Regionalen Naturparks Massif des Bauges.
Die Fläche des 21,12 km² großen Gemeindegebiets umfasst einen Abschnitt am Westufer des Lac d’Annecy. Das Hauptsiedlungsgebiet wird von der rund 2 km breiten und 4 km langen Schwemmebene eingenommen, die der Laudon und einige Seitenbäche im Lauf der Zeit an der Mündung in den Lac d’Annecy aufgeschüttet haben. Nach Süden erstreckt sich das Gemeindeareal in die breite Senke des Pays du Laudon. Sie wird im Osten vom schroffen Felsgrat des Roc des Bœufs (bis 1200 m) und im Westen vom Höhenrücken des Semnoz begrenzt. Der Hang und der Kammbereich des Semnoz sind dicht bewaldet, und unterhalb des Gipfels des Crêt du Châtillon wird mit 1652 m die höchste Erhebung von Saint-Jorioz erreicht.
Zu Saint-Jorioz gehören neben dem eigentlichen Ortskern auch mehrere Siedlungen, Weiler und Gehöfte, darunter: 
- Sales (452 m) auf der Schwemmebene westlich des Laudon
- La Vieille Église (450 m) auf der Schwemmebene im Mündungsbereich des Laudon
- Filly (465 m) am südlichen Rand der Ebene
- Villard (480 m) am südlichen Rand der Ebene
- Épagny (480 m) am Ostfuß des Semnoz
- Gindre (495 m) am Eintritt des Laudon in die Ebene, am Ostfuß des Semnoz
- Machevaz (620 m) am unteren Osthang des Semnoz
- Entredozon (600 m) am Laudon, am Ostfuß des Semnoz

Nachbargemeinden von Saint-Jorioz sind Sevrier und Menthon-Saint-Bernard im Norden, Talloires-Montmin und Duingt im Osten, Saint-Eustache im Süden sowie Viuz-la-Chiésaz und Quintal im Westen.

## Geschichte
Das Seeufer bei Saint-Jorioz war bereits im Neolithikum besiedelt. Zur Römerzeit befand sich hier die Siedlung Macelum. 
Wahrscheinlich im 9. Jahrhundert gründete ein Mönch namens Jore ein kleines Priorat, das im 11. Jahrhundert erstmals urkundlich erwähnt wurde. Deshalb wurde der Ort von Macelum in Saint-Jeore umbenannt, aus dem sich über Saint-Joroz der heutige Ortsname entwickelte.

## Bevölkerungsentwicklung
| Jahr                       | 1962 | 1968 | 1975 | 1982 | 1990 | 1999 | 2005 | 2018 |
| Einwohner                  | 1360 | 1831 | 2446 | 3344 | 4178 | 5002 | 5638 | 5684 |
| Quellen: Cassini und INSEE |      |      |      |      |      |      |      |      |

Mit 6344 Einwohnern (Stand 1. Januar 2022) gehört Saint-Jorioz zu den größeren Gemeinden des Départements Haute-Savoie. Im Verlauf des 19. und 20. Jahrhunderts nahm die Einwohnerzahl aufgrund starker Abwanderung kontinuierlich ab (1861 wurden in Saint-Jorioz noch 1585 Einwohner gezählt). Seit Beginn der 1950er Jahre wurde dank der attraktiven Wohnlage und der Nähe zu Annecy eine markante Bevölkerungszunahme verzeichnet. Außerhalb des alten Ortskerns wurden zahlreiche Neubauten, Einfamilienhäuser und Villen errichtet.

## Sehenswürdigkeiten
Die heutige Pfarrkirche wurde im Jahr 1885 eingeweiht. Saint-Jorioz besitzt zwei Schlösser, die jedoch nicht besichtigt werden können. Das Château de Villard-Chabod geht ursprünglich auf das 12. Jahrhundert zurück, wurde aber in späterer Zeit mehrfach umgestaltet. Als trutziger Bau präsentiert sich das Château de Noiret. Die Mühle du Noiret wurde 1644 erbaut; sie soll restauriert und der Öffentlichkeit zugänglich gemacht werden. In einem alten Bauernhaus befindet sich das Musée du Pays de Laudon (Heimatmuseum).

## Wirtschaft und Infrastruktur
Saint-Jorioz war bis ins 20. Jahrhundert hinein ein vorwiegend durch die Landwirtschaft geprägtes Dorf. Lange Zeit war eine Ziegelei der wichtigste Industriebetrieb des Ortes. Heute gibt es verschiedene Betriebe des Klein- und Mittelgewerbes. Viele Erwerbstätige sind Wegpendler, die im Raum Annecy ihrer Arbeit nachgehen. Dank seiner schönen Lage am See hat sich Saint-Jorioz in den letzten Jahrzehnten zu einem Ferienort entwickelt. Auch der Tagestourismus spielt eine bedeutende Rolle. 
Die Ortschaft ist verkehrsmäßig gut erschlossen. Sie liegt an der Hauptstraße N508, die von Annecy nach Albertville führt. Weitere Straßenverbindungen bestehen mit Leschaux und Saint-Eustache. Der nächste Anschluss an die Autobahn A41 befindet sich in einer Entfernung von rund 14 km. Saint-Jorioz besaß einen Bahnhof an der Eisenbahnlinie von Annecy nach Albertville, die jedoch 1964 stillgelegt wurde.

## Persönlichkeiten
- Rose Montmasson (1823–1904), italienische Freiheitskämpferin
- Julie Pomagalski (1980–2021), Snowboarderin